# Elimia pybasi
Elimia pybasi је пуж из реда Sorbeoconcha.

## Угроженост
Ова врста се сматра рањивом у погледу угрожености врсте од изумирања.

## Распрострањење
Ареал врсте је ограничен на једну државу. 
Сједињене Америчке Државе су једино познато природно станиште врсте.

## Станиште
Станиште врсте су слатководна подручја.